# Côteaux (gemeente)
Côteaux (Haïtiaans-Creools: Koto) is een stad en gemeente in Haïti met 21.000 inwoners. De plaats ligt aan de zuidkust van het schiereiland Tiburon, 31 km ten westen van de stad Les Cayes. Het is de hoofdplaats van het gelijknamige arrondissement in het departement Sud.
Er wordt koffie en limoenen verbouwd.

## Indeling
De gemeente bestaat uit de volgende sections communales:
| Nr. | Naam    | Km²   | Inw.2015 |
| --- | ------- | ----- | -------- |
| 1   | Condé   | 31,45 | 6.637    |
| 2   | Despas  | 22,55 | 10.530   |
| 3   | Quentin | 20,36 | 4.135    |